# Lijst van diskjockeys op Qmusic (Vlaanderen)
Hieronder staat een lijst met huidige en voormalige dj's van het Vlaamse radiostation Qmusic.

## Huidige
- Ulrike D'hauwer (2021-heden)
- Liam D'hert (2022-heden)
- Dorothee Dauwe (2013-heden)
- Jana De Wilde[1] (2018-heden)
- DJ F.R.A.N.K (2022-heden)
- Vincent Fierens (2012, 2014-heden)
- Lost Frequencies (2022-heden)
- Karim Kediambiko (2023, 2024-heden)
- Yoren Linsen (2020-heden)
- Regi Penxten (2021-heden)
- Henri PFR[2] (2023-heden)
- Jolien Roets (2010-heden)
- Emma Salden (2021-heden)
- Ian Schelfaut (2024-heden)
- Jan Thans (2009-heden)
- Maarten Vancoillie (2010-heden)
- Matthias Vandenbulcke (2017-heden)
- Naomi Vanderpoorten (2021-heden)
- Vincent Vangeel (2010-heden)
- Liam Van Haverbeke (2023-heden)
- DJ Voltage[2] (2023-heden)
- DJ Wout (2022-heden)
- Dimitri Wouters (2018-heden)

### Voormalige
- Dorianne Aussems (2013-2014)
- Rik Boey (2010-2013, 2015-2017)
- Senne Brees (2019-2020)
- Herbert Bruynseels (2001-2009)
- Anke Buckinx (2007-2016)
- Bab Buelens (2020)
- Marcia Bwarody (2013-2017)
- Joren Carels (2018-2020)
- Séverine Champeaux (2013-2015)
- Sam De Bruyn (2015-2020)
- Tom De Cock (2021-2025)
- Erwin Deckers (2001-2008)
- Jolien De Greef (2015)
- Anneke De Keersmaeker (2002)
- Felice Dekens (2011-2022)
- Frederika Del Nero (2011-2012)
- Nathalie Delporte (2001-2014)
- Serge De Marre (2004-2015)
- Eline De Munck (2012-2014)
- Bart-Jan Depraetere (2001-2019)
- Dries De Vis (2019-2020)
- Inge De Vogelaere (2017-2020)
- Elien D'hooge (2019-2021)
- Sean Dhondt (2015-2023)
- Yasmina El Messaoudi (2014-2015)
- Evi Geysels (2010-2018)
- Elisabeth Gezels (2016)
- Violette Goemans (2015-2017)
- Jenno Hallaert (2012-2015)
- Maxine Janssens[2] (2023)
- Wine Lauwers (2011-2019)
- An Lemmens[3] (2015-2019)
- Kris Mannaerts (2006-2011)
- Born Meirlaen (2015-2017)
- Kristin Moers (2002-2003)
- Marie Monballiu (2014-2021)
- Sarah Mylle (2016-2020)[4]
- Loore Neelen[2] (2023)
- Johan Notenbaert (2001-2002)
- Wim Oosterlinck (2006-2020)
- Sven Ornelis (2001-2016)
- Hans Otten (2002-2003)
- Xander Peeters (2011-2013)
- Astrid Philips (2011-2014)
- Elke Plancke[5] (2012-2013)
- Jarne Ponet (2023)
- Alexandra Potvin (2001-2009)
- Jarne Rediers (2021-2023)
- Kürt Rogiers (2008-2015)
- Thomas Rottier (2021-2023)
- Carl Schmitz (2001-2014)
- Showbizz Bart (2001-2016)
- Elias Smekens (2013-2018)
- Kenny Smet (2006-2011)
- Toon Smet (2015-2018)
- Sara Steegen[6] (2011-2012)
- Kenneth Stevens (2006-2016)
- Loïc Thaler (2015-2016, 2018-2022)
- Armin van Buuren (2021-2022)
- Shalini Van den Langenbergh (2014-2018)
- Julie Van den Steen (2021)
- Joke van de Velde (2013-2015)
- Elke Vanelderen (2005-2006)
- Arne Vanhaecke (2015-2016)
- Maureen Vanherberghen (2016-2023)
- Elke Van Mello (2008-2010)
- Francesca Vanthielen (2001-2002)
- Erika Van Tielen (2006-2008)
- Heidi Van Tielen (2015-2018)
- Bjorn Verhoeven (2001-2012)
- Peter Verhoeven (2001-2018)
- Steffi Vertriest (2013-2015)
- Kristien Wollants (2018-2020)
- DJ Yones (2021-2023)